# Angelsaksisk påklædning
Angelsaksisk påklædning refererer til europæisk påklædning i den tidlige middelalder, der blev båret af angelsaksere i Storbritannien fra de migrerede til landet i 400-tallet og frem til begyndelsen af den normanniske erobring af England i midten af 1000-tallet. Linjen af saksiske konger begyndte med Egbert af Wessex i 829 og sluttede med Harold Godvinson, der blev besejret af Vilhelm Erobreren under slaget ved Hastings i 1066, der cementerede normannerne som herskere over England. De nye normanniske herskere medbragte ny tøjmode fra kontinentet, hvilket havde stor effekt i England. Angelsaksernes klædedragter ændrede sig flere gange i den periode den var dominerende, og studiet af disse inkluderer forskning i individuelle stykker tøj, tekstilerne og hvordan tøjet blev fremstillet.
Angelsaksernes tøj blev fremstillet af forskellige naturmaterialer. Hamp og hør blev spundet til garn som blev vævet. Kvinder var ansvarlige for at passe får, hvis uld blev spundet til garn. Det endelige klæde blev hovedsageligt brugt i de naturlige farver, og ikke farvet med planter. Det er blevet estimeret at omkring 70 % af en kvindes år blev brugt på at fremstille tekstiler.
Læder blev fremstillet fra dyr og brugt til bl.a. sko, bælter, tasker og punge.